# Nortal
Nortal ist ein multinationales Technologieunternehmen mit Unternehmenssitz in Tallinn, Estland, welches auf strategische Veränderungen spezialisiert ist. Das Unternehmen ist weltweit tätig, insbesondere in Europa, dem Mittleren Osten und Afrika. 
Nortal unterstützt Kunden im öffentlichen und privaten Sektor bei der datengesteuerten, digitalen Transformation. Ein Drittel aller E-Government Lösungen in Estland wurden von Nortal und dem Vorgängerunternehmen Webmedia entwickelt und implementiert. Nortal gilt als die größte Firma Estlands im IT-Bereich.

## Geschichte
Nortal wurde 2000 unter dem Namen Webmedia in Tartu, Estland gegründet. Vier Jahre später wurde Webmedia durch die estnische Wirtschaftszeitung Äripäev in einem Ranking führender IT-Unternehmen auf Platz 1 gelistet. Webmedia erweiterte seine Geschäftstätigkeiten in andere Länder und erhöhte die Mitarbeiterzahl. Im Juli 2009 unterzeichnete die Webmedia Group einen Vertrag mit der Regierung Katars um bei der Entwicklung eines eGovernment-Systems tätig zu sein. In den 2000er Jahren zählte Webmedia zu den am schnellsten wachsenden Unternehmen in Mittel- und Osteuropa.
Webmedia akquirierte 2010 die Geschäftseinheit digitale Gesundheitsversorgung von dem Unternehmen Cybernetica AS. Webmedia übernahm 2011 das finnische Unternehmen Finish CCC Corporation Oy, welches Systementwicklungen für Telekommunikations-, Versand- und Industrieunternehmen anbietet.
2011 wurde die Webmedia Group in Nortal umbenannt.
Nortal half 2012 der nigerianischen Regierung bei der Entwicklung der elektronischen Finanzmanagementplattform GIFIS (Government Integrated Financial Management and Information System).
Diese Lösung ist integraler Bestandteil der Treasury Single Account (TSA) Finanzpolitik und half bei der Aufdeckung von Schwarzarbeit und Karteileichen. Im gleichen Jahr war Nortal IT-Partner für die erste elektronische Volkszählung in Estland, die mit 66%iger Beteiligung einen Weltrekord aufgestellte. Nortal begann 2013 mit der Entwicklung des Invest Easy Portals für den Oman. Nortal und Fast Enterprises erhielten 2013 den Zuschlag für die Entwicklung eines neuen Steuersystems für die finnische Selbstverwaltung. Nortal erhielt 2014 zum dritten Mal eine Auszeichnung als mitarbeiter- und familienfreundlichstes Unternehmen in Estland. Nortal entwickelte 2016 ein E-Service-Portal für die Regierung des Sultanats Oman. Das Invest Easy Portal ermöglicht Gründern im Oman ein Unternehmen in 1 Minute und 50 Sekunden zu registrieren. Nortal übernahm das Unternehmen Element, welches Dienstleistungen zur Implementierung von datengetriebener Marketing und Verkaufslösungen anbietet und seinen Sitz in Stockholm, Schweden hatte.
Im Laufe der Jahre haben sich zahlreiche Spin-offs aus Nortal ausgegründet, wie zum Beispiel ZeroTurnaround und Plumbr (heute zu Splunk).
Das Gründungsmitglied Taavi Kotka verließ im Jahr 2012 Nortal und wurde der erste Chief Information Officer in der Regierung Estlands.

## Geschäftsfelder
Nortal ist ein Full-Service-Unternehmen und bietet strategische IT-Lösungen in den folgenden Branchen an:
- Öffentliche Verwaltung
- Gesundheitswesen
- Finanzdienstleistungen und Versicherungen
- Industrie
- Energie und Ressourcen
- Telekommunikation und Medien

Die Lösungen von Nortal wurden bisher in 60 Ländern auf fünf Kontinenten angewendet. Nortal hat sechs Heimatmärkte – Estland, Finnland, Schweden, Litauen, Vereinigte Arabische Emirate und der Oman. Des Weiteren ist das Unternehmen besonders aktiv in Katar, Nigeria und Botswana tätig.

## Nortal in Deutschland
Die Berliner Nortal AG ging 2020 aus der 2013 gegründeten Schütze AG hervor. Die 190 Mitarbeiter erwirtschaften in den Standorten Berlin, Potsdam, Dresden, Köln und Hamburg einen jährlichen Umsatz von 25 Millionen Euro.

## Mitarbeiter
Seit dem Jahr 2016 befindet sich das Unternehmen vollständig im Besitz der Mitarbeiter.